# Eleição municipal de Macapá em 2016
A eleição municipal da cidade brasileira de Macapá ocorreu em 2 de outubro de 2016 para eleger um prefeito, um vice-prefeito e 23 vereadores para a administração da cidade, com a possibilidade de um segundo turno em 30 de outubro. O prefeito titular é Clécio Luís, eleito em 2012 pelo PSOL e hoje candidato pela REDE.
As convenções partidárias para a escolha dos candidatos, de acordo com a Lei das Eleições (Lei n. 9.504/97) alterada pela minirreforma eleitoral de 2015, aconteceram entre os dias 20 de julho e 5 de agosto. Entretanto, o Tribunal Regional Eleitoral do Amapá (TRE-AP) permitiu que o número de concorrentes na eleição proporcional (vereador) e a quantidade de partidos que compõe a coligação pudessem ser alterados até 15 agosto, quando há a oficialização das candidaturas junto ao órgão.
No primeiro turno, realizado no dia 2 de outubro, Clécio Luís conseguiu 95.129 votos (44,59% dos válidos) e Gilvam Borges obteve 56.256 votos (26,37% dos válidos). Como nenhum dos candidatos ultrapassou os 50% dos votos válidos, um segundo turno foi realizado no último domingo do mês de outubro, dia 30, ocasião em que os mais de 277 mil eleitores do município tiveram uma nova oportunidade de escolher o próximo prefeito.
Com 60,5% dos votos válidos, o atual prefeito, Clécio Luís, foi reeleito para um mandato de quatro anos. Ele se tornou o primeiro prefeito do partido Rede Sustentabilidade a vencer em uma capital. Seu adversário, o ex-senador Gilvam Borges, do PMDB, obteve 39,5% dos votos. Dos eleitores aptos a votar, somente 78,93% compareceram às urnas, o que representa uma taxa de abstenção de 21,07%.

## Contexto

### Eleição de 2014
No dia 26 de outubro de 2014, no segundo turno das eleições, Waldez Góes (PDT) tornou-se o oitavo governador eleito do estado do Amapá após derrotar o então governador Camilo Capiberibe (PSB) com 60,58% dos votos válidos. A campanha foi dominada por temas regionais, como a construção de obras na gestão Capiberibe, a inflação no estado (acima da média nacional) e a Operação Mãos Limpas, que prendeu, em 2010, o ex-governador Waldez Góes, o governador Pedro Paulo Dias, o prefeito de Macapá Roberto Góes e outros políticos locais. Capiberibe conseguiu o apoio de dois dos três senadores do estado (Randolfe Rodrigues e João Capiberibe), do prefeito de Macapá, Clécio Luís, e do candidato a senador derrotado Promotor Moisés (PEN). Entretanto, tais alianças não impediram a eleição de Góes com uma votação expressiva.

### Impeachment de Dilma Rousseff e crise política
O processo de impeachment da então presidente Dilma Rousseff (PT) fez parte de uma mais ampla crise política e econômica que o país vivia na época e movimentou setores da sociedade civil em todo território nacional. Em Macapá, protesto pró e contra o impeachment aconteceram no centro da cidade e levaram centenas de pessoas às ruas. O prefeito Clécio Luís posicionou-se contra o processo assinando, no dia 14 de dezembro de 2015, um manifesto junto a outros 15 prefeitos de capitais em apoio a então mandatária.

### Mudança de partido de Clécio Luis
Clécio Luís anunciou sua desfiliação do PSOL no dia 28 de setembro de 2015. O motivo da sua saída seria a impossibilidade de firmar alianças políticas mais amplas com outras legendas estando no partido. Antes dele, o senador Randolfe Rodrigues já havia anunciado sua saída para se filiar a REDE. A relação entre os dirigentes do partido e os dois políticos estava abalada desde o segundo turno das eleições de 2012, quando Clécio recebeu o apoio de partidos como PSDB, DEM e PSD para sua vitória. Em 2014, a então candidata à presidência da República Luciana Genro disse em entrevista que Randolfe estava "praticamente fora" do PSOL.

### Apoios para o segundo turno
No dia 10 de outubro, a ex-candidata e vereadora Aline Gurgel declarou apoio a Gilvam Borges para o segundo turno. Segundo Aline, para declarar seu apoio ela levou em consideração a semelhança entre propostas. Junto com a ex-candidata, o Partido Trabalhista Brasileiro (PTB), legenda de seu vice, e os partidos PRTB, PSL, PMB, PR, PSDC, PP, PRP e PMB anunciaram apoio a Gilvam Borges. No dia 13 do mesmo mês, o quarto colocado na disputa, Promotor Moisés, anunciou sua adesão à campanha de Clécio Luís. De acordo com Moisés, os fatores que o influenciaram a tomar esta decisão foram "ética e moralidade" do candidato.
Os senadores Randolfe Rodrigues (REDE) e Davi Alcolumbre (DEM) declaram apoio ao candidato Clécio Luís desde o primeiro turno. O ex-senador José Sarney (PMDB) apoia Gilvam Borges. O candidato ainda conta com o apoio do governador do estado, Waldez Góes (PDT), e dos ex-prefeitos de Macapá João Henrique e Roberto Góes.

## Candidatos
|  | Nº | Candidato                                         | Vice                                                          | Coligação | Tempo de horário eleitoral |
|  | -- | ------------------------------------------------- | ------------------------------------------------------------- | --- | -------------------------- |
|  | 10 | Aline Gurgel (PRB) Aline Gurgel de Araújo         | Márcio Costa (PTB) Márcio do Socorro Costa Ferreira           | Macapá de todos nós - Partido Republicano Brasileiro (PRB) - Partido Trabalhista Brasileiro (PTB) - Partido Progressista (PP) - Partido da República (PR) - Partido Social Liberal (PSL) - Partido Social Democrata Cristão (PSDC) - Partido Renovador Trabalhista Brasileiro (PRTB) - Partido da Mulher Brasileira (PMB) - Partido Republicano Progressista (PRP) | 2 minutos e 23 segundos    |
|  | 13 | Dora Nascimento (PT) Doralice Nascimento de Souza | Dayanne Lima (PHS) Dayanne Rafaelle do Nascimento Lima        | É mais Macapá - Partido dos Trabalhadores (PT) - Partido Humanista da Solidariedade (PHS) | 1 minuto e 29 segundos     |
|  | 15 | Gilvam Borges (PMDB) Gilvam Pinheiro Borges       | Adiomar Veronese (PROS) Adiomar Roberto Veronese              | Atitude e trabalho por Macapá - Partido do Movimento Democrático Brasileiro (PMDB) - Partido Republicano da Ordem Social (PROS) - Partido Democrático Trabalhista (PDT) - Partido Popular Socialista (PPS) - Partido Trabalhista Nacional (PTN) - Partido Social Democrático (PSD) - Solidariedade (SD)                                                            | 2 minutos e 59 segundos    |
|  | 16 | Genival Cruz (PSTU) Genival Cruz de Araújo        | Ingrid Rayana (PSTU) Ingrid Rayana da Silva Lima              | Sem coligação | 8 segundos                 |
|  | 18 | Clécio Luís (REDE) Clécio Luís Vilhena Vieira     | Telma Nery (DEM) Telma Adriana Nery Paiva                     | Pra Macapá seguir avançando - Rede Sustentabilidade (REDE) - Democratas (DEM) - Partido da Social Democracia Brasileira (PSDB) - Partido Comunista do Brasil (PCdoB) - Partido Social Cristão (PSC) - Partido Pátria Livre (PPL) - Partido Verde (PV) - Partido Trabalhista do Brasil (PTdoB) - Apoio informal do PSOL e PCB                                       | 2 minutos                  |
|  | 40 | Ruy Smith (PSB) Ruy Guilherme Smith Neves         | Luciana Albuquerque (PSB) Luciana Albuquerque Ferreira Matias | Sem coligação | 45 segundos                |
|  | 51 | Promotor Moisés (PEN) Moisés Rivaldo Pereira      | Raquel Capiberibe (PMN) Raquel Capiberibe da Silva            | Macapá da esperança - Partido Ecológico Nacional (PEN) - Partido da Mobilização Nacional (PMN) - Partido Trabalhista Cristão (PTC) | 16 segundos                |

## Pesquisas

### Primeiro turno
| Data       | Instituto | Clécio Luís (REDE) | Aline Gurgel (PRB) | Promotor Moisés (PEN) | Gilvam Borges (PMDB) | Ruy Smith (PSB) | Dora Nascimento (PT) | Genival Cruz (PSTU) | Brancos e nulos | Indecisos |
| ---------- | --------- | ------------------ | ------------------ | --------------------- | -------------------- | --------------- | -------------------- | ------------------- | --------------- | --------- |
| 24/08/2016 | Ibope     | 28%                | 13%                | 13%                   | 12%                  | 6%              | 5%                   | 5%                  | 14%             | 4%        |
| 16/09/2016 | Ibope     | 27%                | 18%                | 9%                    | 12%                  | 10%             | 7%                   | 5%                  | 9%              | 3%        |
| 01/10/2016 | Ibope     | 38%                | 17%                | 8%                    | 20%                  | 3%              | 1%                   | 4%                  | 8%              | 1%        |

### Segundo turno
| Data       | Instituto        | Clécio Luís (REDE) | Gilvam Borges (PMDB) | Brancos e nulos | Indecisos |
| ---------- | ---------------- | ------------------ | -------------------- | --------------- | --------- |
| 17/10/2016 | Ibope            | 52%                | 38%                  | 6%              | 4%        |
| 20/10/2016 | Ecos Consultoria | 46,8%              | 37,8%                | 9,5%            | 5,8%      |
| 20/10/2016 | Ibope            | 56%                | 37%                  | 5%              | 2%        |

## Resultados
| Candidato(a)            | Vice                      | 1º Turno 2 de outubro de 2016 | 1º Turno 2 de outubro de 2016 | 2º Turno 30 de outubro de 2016 | 2º Turno 30 de outubro de 2016 |
| Candidato(a)            | Vice                      | Votação                       | Votação                       | Votação                        | Votação                        |
| Candidato(a)            | Vice                      | Total                         | Porcentagem                   | Total                          | Porcentagem                    |
| ----------------------- | ------------------------- | ----------------------------- | ----------------------------- | ------------------------------ | ------------------------------ |
| Clécio Luís (REDE)      | Telma Nery (DEM)          | 95.129                        | 44,59%                        | 123.808                        | 60,50%                         |
| Gilvam Borges (PMDB)    | Adiomar Veronese (PROS)   | 56.256                        | 26,37%                        | 80.840                         | 39,50%                         |
| Aline Gurgel (PRB)      | Márcio Costa (PTB)        | 25.365                        | 11,89%                        | Não participaram               | Não participaram               |
| Promotor Moisés (PEN)   | Raquel Capiberibe (PMN)   | 15.271                        | 7,16%                         | Não participaram               | Não participaram               |
| Genival Cruz (PSTU)     | Ingrid Rayana (PSTU)      | 11.242                        | 5,27%                         | Não participaram               | Não participaram               |
| Ruy Smith (PSB)         | Luciana Albuquerque (PSB) | 7.922                         | 3,71%                         | Não participaram               | Não participaram               |
| Dora Nascimento (PT)    | Dayanne Lima (PHS)        | 2.174                         | 1,02%                         | Não participaram               | Não participaram               |
| Total de votos válidos  | Total de votos válidos    | 213.359                       | 100,00%                       | 204.648                        | 100,00%                        |
| Votos apurados          |                           |                               |                               |                                |                                |
| Votos válidos           | Votos válidos             | 213.359                       | 91,84%                        | 204.648                        | 93,37%                         |
| Votos em branco         | Votos em branco           | 5.763                         | 2,48%                         | 4.078                          | 1,86%                          |
| Votos nulos             | Votos nulos               | 13.201                        | 5,68%                         | 10.451                         | 4,77%                          |
| Total de votos apurados | Total de votos apurados   | 232.323                       | 100,00%                       | 219.177                        | 100,00%                        |
| Eleitores               |                           |                               |                               |                                |                                |
| Comparecimento          | Comparecimento            | 232.323                       | 83,66%                        | 219.177                        | 78,93%                         |
| Abstenções              | Abstenções                | 45.366                        | 16,34%                        | 58.512                         | 21,07%                         |
| Total de eleitores      | Total de eleitores        | 277.689                       | 100,00%                       | 277.689                        | 100,00%                        |
| Total de seções: 847    |                           |                               |                               |                                |                                |

| Partido | Partido | Candidato | Votos   | Votos (%) |
| ------- | ------- | --------- | ------- | --------- |
|         | REDE    | Clécio    | 95 129  | 44,59%    |
|         | PMDB    | Gilvam    | 56 256  | 26,37%    |
|         | PRB     | Aline     | 25 365  | 11,89%    |
|         | PEN     | Moisés    | 15 271  | 7,16%     |
|         | PSTU    | Genival   | 11 242  | 5,27%     |
|         | PSB     | Smith     | 7 922   | 3,71%     |
|         | PT      | Dora      | 2 174   | 1,02%     |
| Totais  | Totais  | Totais    | 213 359 |           |

| Partido | Partido | Candidato | Votos   | Votos (%) |
| ------- | ------- | --------- | ------- | --------- |
|         | REDE    | Clécio    | 123 808 | 60,5%     |
|         | PMDB    | Gilvam    | 80 840  | 39,5%     |
| Totais  | Totais  | Totais    | 204 648 |           |

| Clécio Luís (60,5 %) |  |  | Gilvam Borges (39,5 %) |
| ▲                    |  |  |                        |

### Por zona eleitoral

#### 1º turno
| Zona               | Eleitorado | Clécio | %      | Gilvam | %      | Aline Gurgel | %      | Outros | %      | Votos brancos | Votos nulos |
| ------------------ | ---------- | ------ | ------ | ------ | ------ | ------------ | ------ | ------ | ------ | ------------- | ----------- |
| 2ª Zona Eleitoral  | 158 870    | 56 117 | 45,63% | 34 317 | 27,90% | 13 355       | 10,86% | 19 198 | 15,6%  | 3 100         | 7 552       |
| 10ª Zona Eleitoral | 118 819    | 39 012 | 43,17% | 21 939 | 24,28% | 12 010       | 13,29% | 17 411 | 19,27% | 2 663         | 5 649       |
| Total              | 277 689    | 95 129 | 44,59% | 56 256 | 26,37% | 25 365       | 11,89% | 36 690 | 17,16% | 5 763         | 13 201      |

#### 2º turno
| Zona               | Eleitorado | Clécio  | %      | Gilvam | %      | Votos brancos | Votos nulos |
| ------------------ | ---------- | ------- | ------ | ------ | ------ | ------------- | ----------- |
| 2ª Zona Eleitoral  | 158 870    | 71 336  | 60,14% | 47,278 | 39,86% | 2 153         | 5 814       |
| 10ª Zona Eleitoral | 118 819    | 52 472  | 60,99% | 33 562 | 39,01% | 1 925         | 4 637       |
| Total              | 277 689    | 123 808 | 60,50% | 80 840 | 39,50% | 4 078         | 10 451      |

## Vereadores eleitos
| Candidato eleito     | Partido | Votação | Porcentagem | Cidade onde nasceu | Unidade federativa |
| Cláudio Góes         | PDT     | 5.814   | 2,69%       | Macapá             | Amapá              |
| Acácio Favacho       | PROS    | 5.700   | 2,64%       | Macapá             | Amapá              |
| Maraína Martins      | PR      | 4.707   | 2,18%       | Macapá             | Amapá              |
| Caetano Bentes       | PSC     | 4.322   | 2%          | Macapá             | Amapá              |
| Rinaldo Martins      | PSOL    | 4.236   | 1,96%       | Macapá             | Amapá              |
| Auciney Maciel       | PSDB    | 3.901   | 1,80%       | Macapá             | Amapá              |
| Pastor Didio         | PRP     | 3.813   | 1,76%       | Macapá             | Amapá              |
| Gian do NAE          | PTdoB   | 3.775   | 1,75%       | Macapá             | Amapá              |
| Patriciana Guimarães | PRB     | 3.767   | 1,74%       | Codó               | Maranhão           |
| Victor Hugo          | PV      | 3.708   | 1,71%       | Macapá             | Amapá              |
| Bruna Guimarães      | PSDB    | 3.661   | 1,69%       | Macapá             | Amapá              |
| Odilson Nunes        | PRB     | 3.530   | 1,63%       | Macapá             | Amapá              |
| Nelson Souza         | REDE    | 3.429   | 1,59%       | Macapá             | Amapá              |
| Antônio Grilo        | PV      | 3.185   | 1,47%       | Gurupá             | Pará               |
| Yuri Pelaes          | PMDB    | 3.128   | 1,45%       | Macapá             | Amapá              |
| Rayfran Beirão       | PR      | 3.114   | 1,44%       | Macapá             | Amapá              |
| Marcelo Dias         | PPS     | 3.110   | 1,44%       | Belém              | Pará               |
| Ruzivan Pontes       | SD      | 2.820   | 1,30%       | Macapá             | Amapá              |
| Diego Duarte         | PTN     | 2.787   | 1,29%       | Macapá             | Amapá              |
| Japão                | PDT     | 2.749   | 1,27%       | Macapá             | Amapá              |
| Diogo Sênior         | PMB     | 2.555   | 1,18%       | Macapá             | Amapá              |
| André Lima           | PPL     | 2.534   | 1,17%       | Recife             | Pernambuco         |
| Professor Rodrigo    | REDE    | 2.090   | 0,97%       | Macapá             | Amapá              |